# Hypolimnas cytherea
Hypolimnas cytherea är en fjärilsart som beskrevs av Stoneham 1865. Hypolimnas cytherea ingår i släktet Hypolimnas och familjen praktfjärilar. Inga underarter finns listade i Catalogue of Life.